# Liste von Abkürzungen zum Judentum in der Ukraine
Dies ist eine Liste von Abkürzungen zum Judentum in der Ukraine (siehe auch Geschichte der Juden in der Ukraine). Die Liste ist weit gefasst, neben Schwerpunkten wie z. B. jüdischen Organisationen und Bewegungen enthält sie auch Abkürzungen aus der ukrainischen politischen Landschaft sowie Kürzel. Sie erhebt keinen Anspruch auf Aktualität oder Vollständigkeit.

## Kurzeinführung
Dem Politologen Vladimir Ze’ev Khanin zufolge wurde die jüdische Politik in der Ukraine in den 1990er Jahren durch die Aktivitäten verschiedener jüdischer religiöser Organisationen erschwert. Diese wurden von Rabbinern geleitet, die zumeist aus Israel und den Vereinigten Staaten stammten und in einer Vielzahl von Städten offiziell anerkannte jüdische Gemeinden leiteten. Ihre Organisation, die OIROU, wurde 1993 als religiöse Dachorganisation gegründet. Sie wurde von Yaakov Dov Bleich, dem (in den USA gebürtigen) Oberrabbiner von Kiew und der Ukraine, geleitet. Seit ihrer Gründung strebte die Organisation die politische Führung des öffentlichen jüdischen Lebens an.
Die folgende Liste ist weit gefasst (aufgenommen wurden auch einige Abkürzungen zur ukrainischen politischen Landschaft, soweit sie die Lage der Juden in der Ukraine betreffen) und beinhaltet alphabetisch nach Lateinbuchstaben sortierte häufig verwendete Abkürzungen nach dem Kyrillischen, außerdem einige international gebräuchliche englischsprachige. Den Schwerpunkt bilden jüdische Organisationen und in Gebrauch befindliche Kürzel für Domains im Internet. Die Liste ist auf keine Transliteration, Transkription oder festgeprägten englischsprachigen Begriff festgelegt, daher finden sich häufig mehrere Abkürzungen für einen Begriff, wodurch ein und derselbe Begriff an verschiedenen Stellen, d. h. mehrfach auftaucht. Durch unterschiedliche Transkriptionen und Transliterationen bzw. Abkürzungen englischsprachiger Bezeichnungen ergaben sich unterschiedliche Abkürzungen. Im Englischen und Deutschen sind verschiedene Wiedergaben des Kyrillischen in Gebrauch.

## Abkürzungen
- AUJC = All-Ukrainian Jewish Congress (auch VYeK) Allukrainischer Jüdischer Kongress (siehe unter WJeK)
- CUN = Congress of Ukrainian Nationalists, siehe unter KUN (Kongress Ukrainischer Nationalisten)
- DSU / ДСУ = Всеукраїнське об'єднання «Державна самостійність України» / State Independence of Ukraine / Allukrainische Vereinigung „Staatliche Unabhängigkeit der Ukraine“, eine nationalistische politische Partei, die von 1990 bis 2003 existierte und von 1990 bis 1994 in der Werchowna Rada vertreten war (engl. All-Ukrainian Political Movement „State Independence of Ukraine“)
- EJP = Europäisch-jüdisches Parlament (European Jewish Parliament)
- EKU / ЄКУ = Jüdische Konföderation der Ukraine (ukrainisch Єврейська конфедерація України / Evreiskaia konfederatsiia Ukrainy / Jewish Confederation of Ukraine), gebildet aus vier Dachorganisationen: der Union of Jewish Religious Organizations of Ukraine (Ob”edinenie Iudeiskikh Religioznykh Organizatsii Ukrainy; OIROU), der Society for Jewish Culture / Jewish Council of Ukraine (Obshchestvo Evreiskoi Kultury / Evreiskii Sovet Ukrainy; ESU), der Association of Jewish Organizations and Communities-VAAD of Ukraine (Assotsiatsiia Evreiskikh Organizatsii i Obshchin–VAAD Ukrainy; VAAD-AEOOU), und der Kiev City Jewish Community.[3]
- ESU / ЕСУ = Еврейский совет Украины / Jewish Council of Ukraine / Jüdischer Rat der Ukraine
- FJeHU / ФЄГУ = Федерація єврейських громад України / Föderation der jüdischen Gemeinden der Ukraine
- JCU = Jewish Confederation of Ukraine / Jüdische Konföderation der Ukraine (jcu.org.ua), gegründet 1999, Präsident Borys Loschkin
- jewish.kiev.ua = Еврейские новости мира и Украины (Jüdische Nachrichten aus der Welt und der Ukraine)
- KUN / КУН = Конгрес українських націоналістів /  Kongress Ukrainischer Nationalisten, eine direkte Nachfolgeorganisation des berühmt-berüchtigten Bandera-Flügels der Organisation Ukrainischer Nationalisten (OUN-B), nach der Spaltung der OUN in einen radikalen und einen gemäßigten Flügel ab 1940 von dem legendären Nationalisten Stepan Bandera
- NCSJ = National Council on Soviet Jewry, mit Sitz in Washington, D.C.; jetzt: National Coalition Supporting Eurasian Jewry (NCSEJ)
- NDP / НДП = Народно-демократична партія / Narodno-demokratychna partiya / People's Democratic Party
- NFP = Nationalist Fascist Party / Nationalistische Faschistische Partei, mit Sitz in Lwiw,  im Dezember 1993 unter der Führung von Fedor Zaviryukha gegründet.
- OIROU / ОІРОУ = Об'єднання іудейських релігійних організацій України / Vereinigung der jüdischen religiösen Organisationen der Ukraine Union of Jewish Religious Organizations of Ukraine (Ob”edinenie Iudeiskikh Religioznykh Organizatsii Ukrainy)
- OJeOU / ОЄОУ = Об'єднана єврейська община України / Vereinigte Jüdische Gemeinde der Ukraine (United Jewish Community of Ukraine; UJCU; jew.org.ua)
- OUI = Organization of Ukrainian Idealists, am 10. Februar 1994 in Lwiw registriert und von Mykhaylo Mankovskyy geleitet
- OUN = Organisation Ukrainischer Nationalisten (ukrainisch Організація українських націоналістів); engl. Organization of Ukrainian Nationalists
- OUN-B = Bandera-Flügel der Organisation Ukrainischer Nationalisten
- PDP = People's Democratic Party (Народно-демократична партія, / Narodno-demokratychna partiya; NDP)
- PSPU / ПСПУ = ukrainisch Прогресивна соціалістична партія України Progressive Sozialistische Partei der Ukraine
- Ruch / Рух = Narodnyj Ruch Ukrajiny / Народний Рух України (Volksbewegung der Ukraine für die Perestrojka; Narodnyj ruch Ukraïny za perebudovu), kurz Ruch (Bewegung), gegründet 1989 (engl. Popular Movement for Restructuring, Ukrainian Popular Movement (UPM)) usw.
- Rukh / Рух, siehe unter Ruch
- SNPU / СНПУ = Соціал-національна партія України / Sozial-Nationale Partei der Ukraine, seit 1995 registrierte politische Partei 1995, 1991 in Lwiw von Jaroslaw Andruschkiw (Ярослав Михайлович Андрушків), Andrij Parubij und Oleh Tjahnybok gegründet (engl. Ukrainian Social-National Party)
- SUU = Allukrainische Politische Vereinigung »Staatliche Unabhängigkeit der Ukraine«
- Swoboda = Allukrainische Vereinigung »Swoboda« (Freiheit)
- UCCRO = Ukrainian Council of Churches and Religious Organizations / Ukrainische Rat von Kirchen und Religiösen Organisationen
- UCSJ = Union of Councils for Soviet Jews (russ. Объединение комитетов в защиту евреев в бывшем СССР (ОКЗЕ), öffentliche Menschenrechtsorganisation in den Vereinigten Staaten)
- UEK = Ukraynskyj ewrejskyj komytet (ukrainisch Украинский еврейский комитет, wiss. Transliteration Ukraynskyj evrejskyj komytet) /  Ukrainisches Jüdisches Komitee / Украинский еврейский комитет; ujew.com.ua
- UJCU siehe unter OJeOU
- UKRP = Ukrainische Konservative Republikanische Partei, gegründet 1992 mit Sitz in Kiew, unter der Leitung von Stepan Chmara; engl. Ukrainian Conservative Republican Party
- UNA / УНА = Ukrainian National Assembly  / Ukrainische Nationalversammlung, zunächst von Dmytro Kortschynskyj und Jurij Schuchewytsch geleitet. Letzterer ist der Sohn des legendären Anführers der Ukrainischen Aufstandsarmee (UPA) sowie Schuma-Hauptsturmführers Roman Schuchewytsch. 1991 zog die UNA erstmals Aufsehen auf sich, als sie einen Fackelzug durch die Straßen von Lwiw organisierte. Während des Augustputsches 1991 beschloss die UNA, einen militärischen Flügel der Partei – die Ukrainische Nationale Selbstverteidigung (UNSO)
- UNA-UNSO / УНА-УНСО = Ukrainische Nationalversammlung – Ukrainische Nationale Selbstverteidigung (ukrainisch Українська Національна Асамблея-Українська Народна Самооборона, УНА-УНСО), eine ukrainische rechtsextreme Partei sowie ihr paramilitärischer Flügel.
- UNSO / УНСО = Українська Народна Самооборона / Ukrainische Nationale Selbstverteidigung
- URP = Ukrainische Republikanische Partei / Ukrajinska Respublikanska Partija „Sobor“, unter Führung von Bohdan Jaroschynskyj; engl. Ukrainian Republican Party
- VAAD / ВААД (Wa’ad), siehe ВААД України / Асоціація єврейських громадських організацій та общин України / Association of Jewish Communities and Organizations of Ukraine / Vereinigung der jüdischen Organisationen und Gemeinden der Ukraine, jüdische Organisation
- VAAD-AEOOU = Association of Jewish Organizations and Communities-VAAD of Ukraine (Assotsiatsiia Evreiskikh Organizatsii i Obshchin–VAAD Ukrainy), gegründet im Mai 1991 von Anwälten jüdischer Rechte und Aktivisten der zionistischen Untergrundbewegung aus der späten Sowjetzeit
- VEK = All-Ukrainian Jewish Congress (Vseukrainskii Evreiskii Kongress), siehe unter WJeK
- VJeK siehe unter WJeK
- VYeK = All-Ukrainian Jewish Congress (AUJC), siehe unter WJeK
- WJeK / ВЄК / VJeK = ukrainisch Всеукраїнський єврейський конгрес / Wseukrajinskyj jewrejskyj konhres, wiss. Transliteration Vseukraïnsʹkyj jevrejsʹkyj konhres / russisch Всеукраинский Еврейский Конгресс / Wseukrainski Jewreiski Kongress, wiss. Transliteration Vseukrainskij Evrejskij Kongress / Allukrainischer Jüdischer Kongress, jüdische Organisation, Vorsitzender Wadym Rabinowytsch

Hauptquelle: